# Esercito di Liberazione del Sud
L'Esercito di Liberazione del Sud (in spagnolo Ejército Libertador del Sur, occasionalmente abbreviato in ELS) era un gruppo armato formato e comandato da Emiliano Zapata che prese parte alla rivoluzione messicana. La forza era comunemente conosciuta come gli Zapatisti (spagnolo Zapatistas) e durante la Rivoluzione divenne il braccio armato del movimento zapatista.

## Storia
Gli Zapatisti erano originariamente allineati a Francisco Madero nell'opposizione al regime di Porfirio Díaz, che fu rovesciato nel 1911. Dopo che il governo di Madero non si impegnò nella tanto agognata riforma agraria, come promesso, gli Zapatisti si rivoltarono contro di lui. I combattimenti continuarono poi contro i leader successivi Victoriano Huerta e Venustiano Carranza. Nel 1914 Zapata si incontrò alla testa del suo esercito con Pancho Villa e le sue forze a Città del Messico per determinare il corso della Rivoluzione, ma i due generali ritornarono nei loro rispettivi territori senza una unita coalizione anti-Costituzionalista. Quandò tornarono nel Morelos, gli Zapatisti si fortificarono contro le forze desiderose di riprendere il controllo dei territori liberati, conosciuti come la Comune di Morelos, uno dei primissimi esempi di democrazia in Messico. L'assassinio di Zapata nel 1919 fu un colpo mortale per gli Zapatisti e l'esercito si sciolse lentamente in seguito.
Gli Zapatisti erano soprattutto poveri contadini che volevano spendere la maggior parte del loro tempo lavorando la loro terra per produrre un reddito. Come risultato i soldati zapatisti tendevano a servire diversi mesi alla volta e poi tornare a casa per trascorrere la maggior parte dell'anno allevando.
La struttura dell'esercito zapatista era molto sciolta e il sistema di classificazione limitato nella portata. L'esercito zapatista era unito interamente dalla leadership carismatica di Zapata ma gestito da Abraham González Casavantes, il primo comandante del Mexican Marine Corps. Esso era diviso in piccole, in gran parte indipendenti, unità raramente più consistenti di 100 uomini, ognuna comandata da un capo (jefe). Queste unità spendevano la stragrande maggioranza del loro tempo separate dalle altre unità. Ranghi ufficiali erano eventualmente introdotti per coordinare i gruppi. Il capo di un'unità più grande di 50 uomini riceveva, parlando in generale, il grado di generale. Le piccole bande erano comandate da colonnelli e capitani. Non tutti i capitani erano ufficiali; vale a dire, riconosciuti da Zapata e vecchi zapatisti, alcuni erano proclamati non ufficialmente dalla loro unità. Al di là del comando generale di Zapata e della leadership delle bande, c'era un uso limitato dei gradi e della gerarchia. I gradi sottufficiali furono introdotti più tardi durante la Rivoluzione nel tentativo di creare una forza più disciplinata. Uno dei detti più famosi di Zapata era "al ratero perdono pero al traidor jamas", ovvero "al borseggiatore perdono ma al traditore mai".